# اس‌اس کلیو (۱۹۲۴)
اس‌اس کلیو (۱۹۲۴) (به انگلیسی: SS Klio (1924)) یک کشتی است که طول آن ۲۴۰ فوت ۸ اینچ (۷۳٫۳۶ متر) می‌باشد. این کشتی در سال ۱۹۲۴ ساخته شد.